# Пширков, Юлиан Сергеевич
Юлиа́н Серге́евич Пширко́в (бел. Юльян Сяргеевіч Пшыркоў; 31 октября 1912, д. Кистени, Рогачёвский уезд, Могилёвская губерния, Российская империя — 27 декабря 1980, Минск) — белорусский советский литературовед, критик, писатель. Доктор филологических наук (1962), профессор (1964). Заслуженный деятель науки БССР (1978). Член СП СССР (1950).

## Биография
Родился 18 (31 октября) 1912 года в крестьянской семье в деревне Кистени (ныне Рогачёвский район , Гомельская область, Беларусь).
Окончил двухлетние педагогические курсы в Рогачёве. В 1939 году — филологический факультет ЛГУ. В 1939—1940 годах преподавал в Могилёвском ГПИ.
С 1940 года в рядах РККА. Во время Великой Отечественной войны участвовал в боях под Ленинградом и Кенигсбергом. Был трижды ранен.
С 1945 года — научный сотрудник, с 1954 по 1980 год — заведующий сектором белорусской дооктябрьской литературы и текстологии Института литературы имени Янки Купалы АН БССР. Одновременно преподавал в БГУ имени В. И. Ленина (1945—1957) и МГПИ имени М. Горького (1966—1968).
Умер 23 декабря 1980 года в Минске.

## Основные научные труды
Дебютировал в печати в 1940 году. Исследовал историю белорусской литературы, литературные взаимосвязи.
В статьях «Новая земля Я. Коласа» и «Дарэвалюцыйныя паэмы Я. Купалы» (оба - 1940) один из первых выступил с пересмотром вульгарно-социологических  оценкам этих произведений. Автор исследований «Якуб Колас. Жыццё і творчасць »(1951 монография, первая в белорусском советском коласоведению)," Трилогия Якуба Коласа «На перепутье» (1956), «Беларуская савецкая проза. 20-я — пачатак 30-х гадоў» (1960), «А. Е. Богданович »(1966),« Эпас рэвалюцыі»(1975).
Автор брошюр «Народны паэт БССР Якуб Колас» (1949), «Уплыў творчасці А. С. Пушкіна на развіццё беларускай літаратуры» (1949).Один из авторов пособий для 8-10 классов и первого стабильного учебника (вместе с Н. С. Перкиным)«Беларуская савецкая літаратура» дя 9—10 класаў (1959—1973), прац «Нарыс гісторыі беларускай савецкай літаратуры» (1954), «Гісторыі беларускай дакастрычніцкай літаратуры» (Т.1—2, 1968—1969), «Истории белорусской дооктябрьской литературы» (1977). Составитель альбома «Якуб Колас. Жыццё і творчасць» (1959), зборніка «Тарас Шаўчэнка і беларусы» (1964, вместе с И. Крень)
- Пшыркоў, Ю. С. Народны паэт БССР Якуб Колас / Ю. С. Пшыркоў. — Мінск : Выдавецтва Акадэміі навук БССР, 1949. — 23 с.
- Пшыркоў, Ю. С. Уплыў творчасці А. С. Пушкіна на развіццё беларускай літаратуры / Ю. С. Пшыркоў. — Мінск : Выдавецтва Акадэміі навук БССР, 1949. — 23 с.
- Пшыркоў, Ю. С. Якуб Колас : Жыццё і творчасць / Ю. С. Пшыркоў. — Мінск : Выдавецтва Акадэміі навук БССР, 1951. — 167 с.
- Пшыркоў, Ю. С. Трылогія Якуба Коласа «На ростанях» / Ю. С. Пшыркоў. — Мінск : Выдавецтва Акадэміі навук БССР, 1956. — 226 с.
- Пшыркоў, Ю. С. Беларуская савецкая проза (20-я — пач. 30-х гадоў) / Ю. С. Пшыркоў. — Мінск : Выдавецтва Акадэміі навук БССР, 1960. — 360 с.
- Пширков, Ю. С. А. Е. Богданович / Ю. С. Пширков. — Мінск : Наука и техника, 1966. — 128 с.
- Пшыркоў, Ю. С. Эпас рэвалюцыі : паэмы Я. Коласа «Новая зямля» і «Сымон-музыка», трылогія «На ростанях» / Ю. С. Пшыркоў. — Мінск : Вышэйшая школа, 1975. — 238 с.
- Пшыркоў, Ю. С. Летапісец свайго народа : Жыццёвы і творчы шлях Якуба Коласа / Ю. С. Пшыркоў. — Мінск : Навука і тэхніка, 1982. — 367 с.
- Пшыркоў, Ю. С. Якуб Колас : Жыцце і творчасць : Альбом / Ю. С. Пшыркоў. — Мінск : Вучпедвыд БССР, 1959. — 191 с.

Один из авторов коллективных исследований, пособий и учебника для 8—10 классов (совместно с Н. С. Перкиным) «Беларуская савецкая літаратура» (1959—1973), «Гісторыя беларускай дакастрычніцкай літаратуры» (Т. 1—2, 1968—1969), «Истории белорусской дооктябрьской литературы» (1977). Один из составителей сборника «Тарас Шаўчэнка і беларусы» (1964).

## Награды и премии
- Государственная премия БССР имени Якуба Коласа (1980) — за участие в написании двухтомного исследования «Истории белорусской дооктябрьской литературы» и «Истории белорусской советской литературы».
- орден Отечественной войны II степени
- орден «Знак Почёта»
- медали
- заслуженный деятель науки БССР (1978)